# FC Sewan
Der FC Sewan (armenisch Սևան Ֆորտբոլային Ակումբ, Futbolayin Akumb Sewan, englisch FC Sevan) ist ein armenischer Fußballverein aus Sewan. Der Club spielt momentan in der höchsten armenischen Liga, der Bardsragujn chumb.

## Geschichte
Der Verein wurde 2018 als Junior Sevan Football Club in der zweitklassigen Aradschin chumb gegründet. Seit dem Aufstieg 2021 spielt in der höchsten Liga des Landes und konnte dort auf Anhieb 2021 die Meisterschaft gewinnen.

## Saisons
| Saisons | Div. | Līga              | Platz | @           |
| ------- | ---- | ----------------- | ----- | ----------- |
| 2018/19 | 2.   | Aradschin chumb   | 1.    | [ 1 ]       |
| 2019/20 | 2.   | Aradschin chumb   | 7.    | [ 2 ]       |
| 2020/21 | 2.   | Aradschin chumb   | 1.    | [ 3 ] [ 4 ] |
| 2021/22 | 1.   | Bardsragujn chumb | X.    | [ 5 ] [ 6 ] |

## Kader 2021/22
Stand: 8. September 2021.
| Nr. |           | Position | Name              |
| --- | --------- | -------- | ----------------- |
| 1   | Serbien   | TW       | Marko Drobnjak    |
| 2   | Armenien  | AB       | Artur Danielyan   |
| 3   | Armenien  | AB       | Artur Kartashyan  |
| 4   | Armenien  | MF       | Davit Ayvazyan    |
| 5   | Armenien  | AB       | Vahe Muradyan     |
| 6   | Armenien  | MF       | Narek Aslanyan    |
| 7   | Nigeria   | ST       | Olaoluwa Ojetunde |
| 8   | Brasilien | MF       | André Mensalão    |
| 9   | Armenien  | ST       | Mher Sahakyan     |
| 10  | Armenien  | ST       | Ghukas Poghosyan  |
| 14  | Gambia    | AB       | Ebrima Jatta      |
| 15  | Nigeria   | MF       | Isah Aliyu        |

| Nr. |                | Position | Name             |
| --- | -------------- | -------- | ---------------- |
| 17  | Nigeria        | ST       | Ibrahim Abubakar |
| 18  | Nordmazedonien | MF       | Filip Duranski   |
| 19  | Nigeria        | ST       | Bernard Ovoke    |
| 21  | Armenien       | AB       | Artur Avagyan    |
| 22  | Haiti          | MF       | Bicou Bissainthe |
| 25  | Kasachstan     | AB       | Timur Rudoselsky |
| 28  | Brasilien      | ST       | Claudir          |
| 33  | Armenien       | TW       | Suren Aloyan     |
| 40  | Brasilien      | AB       | Luiz Matheus     |
| 65  | Portugal       | TW       | Diogo Figueiredo |
| 77  | Gambia         | MF       | Babou Cham       |

## Stadion
Die Heimspiele trägt der Verein im Stadion-Sewan (500 Plätze) aus.